# Милорадович, Борис Владимирович
Борис Владимирович Милорадович (март 1907, Козлов, Тамбовская губерния — 4 июля 1948, Москва) — советский учёный-геолог, палеонтолог, исследователь брахиопод и фотограф, руководитель геологических экспедиций на Новую Землю (1933).

## Биография
Родился в марте[уточнить] 1907 года, в городе Козлове (современный Мичуринск) Тамбовской губернии, в семье инженера-железнодорожника и учительницы. Дед – академик Императорской Академии художеств, художник и педагог Сергей Дмитриевич Милорадович.
В 1925 году окончил в среднюю школу № 65 в Москве, занимался в зоологическом кружке КЮБЗ.
В 1925 году поступил на геологическое отделение физико-математического факультета 1-го Московского государственного университета.
В 1930 году закончил университет по специальности «палеонтология» и был распределен на работу геологом-палеонтологом в Ленинградский Нефтяной геологоразведочный институт (НГРИ).
В 1933 году перешёл во Всесоюзный Арктический институт в Ленинграде.
- Руководитель экспедиции на архипелаг Новая Земля по разведке полезных ископаемых и геологической съемке северного побережья. Изучены магматические образования Новой Земли и выявлены особенности полиметаллических оруденений[3]
- Были обнаружены следы экспедиции В. Баренца[4][5].

17 марта 1937 года был утверждён в ученой степени кандидата геолого-минералогических наук по совокупности научных трудов, без защиты диссертации.
В 1938 по 1941 годы — доцент в палеонтологической лаборатории Московского университета.
Во время войны был направлен на Урал для поисков месторождений нефти.
Организовал работу московского филиала Всесоюзного нефтяного научно-исследовательского геологоразведочного института (ВНИГРИ).
Во время болезни диктовал текст своей докторской диссертации своему ученику А. А. Стеклову.
Скончался вскоре после операции на пищеводе 4 июля 1948 года в Москве. Похоронен на Даниловском кладбище.

## Семья
Жена (с 1934) — Ольга Викторовна Милорадович (р. Карпова,1907—1996) — археолог, её дети:
- Ксения Борисовна Голубинова (р. Рудухина, 1928—2020)
- Виктор Борисович Рудухин (1930—2008)

## Членство в организациях
- Всесоюзное минералогическое общество
- Всероссийское палеонтологическое общество, с января 1935 года — его секретарь.

## Публикации
- Милорадович Б. В. Материалы к изучению верхнепалеозойских брахиопод северного острова Новой Земли // Труды Арктического Института. Том XIX. Л.: Изд-во Глав. упр. Сев. морского пути, 1935. 167 с.
- Милорадович Б. В. О тиллитоподобных отложениях верхнего силура Новой Земли // Проблемы советской геологии. 1935. № 11. С. 1030—1036.
- Милорадович Б. В. Очерк геологического строения бассейна р. Березовой (западный склон Сев. Урала, Ныробский район) // Труды Нефтяного геолого-разведочного института. Л., М., 1936, выпуск № 66 (серия Б). 24 с.
- Милорадович Б. В. Геологический очерк северо-восточного побережья северного острова Новой Земли // Материалы по геологии и петрографии Новой земли. Труды Арктического института (Геология). Т. 38. Л.: Изд-во Глав. упр. Сев. морского пути, 1936. 152 с.
- Милорадович Б. В. Нижнепермская фауна острова Междушарского (южный остров Новой Земли). Л.: Изд-во Глав. упр. Сев. морского пути, 1936. Т. 37. С. 37-82.
- Милорадович Б. В. Геологическое строение Джеджимской пармы (Южный Тиман) // Труды Нефтяного геолого-разведочного института. Выпуск № 53 (серия А). Л., М.: Государственное научно-техническое издательство нефтяной и горно-топливной литературы, 1938. 35 с.
- Милорадович Б. В. Изучение микростроения палеонтологических объектов методом целлулоидных отпечатков // Известия Академии наук СССР. Серия геологическая. 1940. Вып. 4. С. 171—175.
- Милорадович Б. В. Некоторые данные по морфологии раковин продуктид // Известия Академии наук СССР. Отделение биологических наук. 1945. № 4. 486—500.
- Милорадович Б. В. О двух новых родах брахиопод из верхнего палеозоя Арктики // Бюллетень Московского Общества испытателей природы. Отделение геологии. Т. 22(3). 1947. C. 91-99.
- Милорадович Б. В. Количественное распределение брахиопод на границе Карбона и Перми // Доклады Академии Наук СССР. 1949. Том 27, № 9. С. 1007—1010.
- Милорадович Б. В., Ильина Н. С. Литолого-палеонтологическая характеристика каменноугольных и нижнепермских отложений Приуралья / М‑во нефт. пром-сти СССР. Моск. филиал ВНИГРИ. М., Л.: Гостоптехиздат, 1951. 106 с.